# Донских, Александр Иванович
Александр Иванович Донских (1918—1983) — лейтенант Советской Армии, участник Великой Отечественной войны, Герой Советского Союза (1945).

## Биография
Александр Донских родился 23 февраля 1918 года в селе Верхнебобровка (ныне — Косихинский район Алтайского края) в крестьянской семье. С 1931 года вместе с семьёй проживал в Старокузнецком районе Новосибирской области (ныне — Новокузнецкий район Кемеровской области). Окончил пять классов школы, после чего работал в совхозе. С 1935 года проживал в Сталинске (ныне — Новокузнецк), работал вагонолопатчиком на шахте. В 1938 году Донских был призван на службу в Рабоче-крестьянскую Красную Армию. Проходил службу на Дальнем Востоке. В 1940 году был демобилизован, работал стрелком вооружённой охраны на шахте в Сталинске. В июле 1941 года Донских повторно был призван в армию. В течение двух лет служил старшиной стрелковой роты, охранявшей шахты.
С декабря 1943 года — на фронтах Великой Отечественной войны. Участвовал в освобождении Белорусской ССР и Польши. За время войны три раза был ранен и контужен. Неоднократно отличался в боях. К лету 1944 года старший сержант Александр Донских командовал стрелковым взводом 740-го стрелкового полка 217-й стрелковой дивизии 48-й армии 1-го Белорусского фронта. Отличился во время Белорусской операции.
Взвод Донских, находясь в составе передовых подразделений дивизии, одним из первых вышел к реке Ола к юго-востоку от деревни Микуличи Бобруйского района Могилёвской области Белорусской ССР. К тому времени все мосты через Олу, кроме одного, были взорваны. Взвод Донских, скрытно подойдя к мосту, атаковал охрану и сумел захватить и разминировать оставшийся мост. Противник предпринял две контратаки, но обе они были успешно отражены.
Указом Президиума Верховного Совета СССР от 24 марта 1945 года за «мужество и героизм, проявленные на фронте борьбы с немецкими захватчиками», старший сержант Александр Донских был удостоен высокого звания Героя Советского Союза с вручением ордена Ленина и медали «Золотая Звезда» за номером 6101.
В начале 1946 года в звании лейтенанта Донских был демобилизован. Проживал в Сталинске, работал начальником военизированной охраны на шахте. С 1965 года проживал в городе Назарово Красноярского края, работал на автобазе Назаровской ГРЭС. Умер 29 июля 1983 года, похоронен в Назарово.
Был также награждён орденами Красного Знамени, Отечественной войны 2-й степени, рядом медалей.